# Celebrate the Bullet
Celebrate the Bullet è il secondo album in studio del gruppo ska britannico The Selecter, pubblicato nel 1981.

## Tracce
Side 1
1. (Who Likes) Facing Situations - 3:32
2. Deep Water - 4:09
3. Red Reflections - 3:38
4. Tell Me What's Wrong - 3:30
5. Bombscare - 3:05
6. Washed Up and Left For Dead - 3:57

Side 2
1. Celebrate the Bullet - 4:34
2. Selling Out Your Future - 3:59
3. Cool Blue Lady - 3:30
4. Their Dream Goes On - 3:42
5. Bristol and Miami - 4:58